# Gelis alator
Gelis alator är en stekelart som beskrevs av Aubert 1989. Gelis alator ingår i släktet Gelis och familjen brokparasitsteklar. Inga underarter finns listade i Catalogue of Life.